# Houseboy

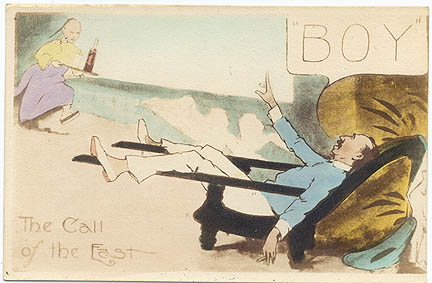
Karikatyr på amerikanskt vykort från tidigt 1900-tal. Vit man ropar "boy!" på kinesisk anställd.

Houseboy är engelska, och betyder direkt översatt till svenska "huspojke".
I Storbritannien och de dåvarande brittiska besittningarna var en houseboy tidigare en vanlig inneboende pojke anställd som en slags betjänt för att utföra hushållssysslor, till exempel städning. En flicka med detta arbete kallades "housegirl" ("husflicka"). Dessa har vanligen burit uniform, vilket för pojkar brukat innefatta en vit skjorta.
I USA användes houseboy under andra världskriget som ett slangord för en pojke eller ung man, som hjälpte soldaterna att till exempel tvätta. De var inte anställda av försvaret eller generalen, utan av soldaterna själva. I Storbritannien kallades en sådan för en "batman". En svensk benämning för en officers "betjänt" var "kalfaktor".
Den fiktiva karaktären Mr. Magoo hade en "houseboy" anställd i sitt hem.
I vissa länder, till exempel Sverige, har manliga betjänter varit ovanliga och det har i stället oftast varit flickor och kvinnor som dominerat bland de husligt anställda, främst i form av pigor, hembiträden och barnflickor. Däremot förekom även manliga bonddrängar i det gamla Sverige, men deras arbete var förlagt till jordbruket och de brukade inte räknas som betjänter.

### Fotnoter
1. ↑  ”Betjänt – yrke med framtidsutsikter i Sverige 1966?”. SR Minnen. 25 februari 1966. Arkiverad från originalet den 28 januari 2011. https://web.archive.org/web/20110128092531/http://sverigesradio.se/sida/artikel.aspx?programid=1602&artikel=1597896. Läst 29 juni 2012.  ”Nämns tidigt i programmet”